# BioRxiv

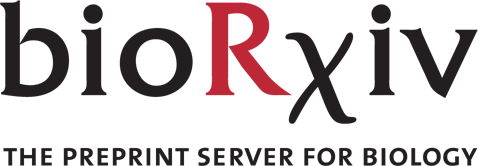

bioRxiv("바이오 아카이브"로 발음)는 존 잉글리스와 리처드 시버가 2013년 11월 공동 설립한 생물학 분야 오픈 액세스 프리프린트 저장소이다. 2025년 3월 11일까지 콜드스프링하버 연구소(CSHL)에서 운영되다가, 소유권이 bioRxiv와 medRxiv에 전념하는 새로 설립된 비영리 단체인 openRxiv로 이전되었다.
프리프린트인 bioRxiv에 게재된 논문은 동료 심사를 거치지 않았다. (단, 제출된 논문이 동료 심사를 거치거나 다른 출처의 논문이 프리프린트와 함께 게시될 수 있음) 하지만 모든 제출물은 기본적인 심사 과정을 거치게 되며, 여기에는 논문 보호 조치, 자동 표절 검사, 그리고 적절성 평가가 포함된다. 또한, 독자는 댓글을 남길 수 있다.
bioRxiv에 게재된 논문의 3분의 2는 이후 동료 심사를 거친 저널에 게재되는 것으로 나타났다. BioRxiv와 자매 사이트인 medRxiv는 코로나바이러스감염증-19 연구 확산의 주요 원천이었다.

## 역사
BioRxiv는 1991년 폴 긴스파그(bioRxiv 자문 위원이기도 함)가 시작한 arXiv 저장소에서 영감을 받아 arXiv를 보완하고자 한다. arXiv는 주로 수학, 물리학 및 관련 학문 분야에 중점을 두고 있으며, 1991년 폴 긴스파그가 설립했다. 이 저장소는 CSHL과 로리 재단(Lourie Foundation)의 지원을 받았다. 챈 주커버그 이니셔티브(Chan Zuckerberg Initiative)의 추가 자금 지원은 2017년 4월에 확정되었다.
bioRxiv가 설립되기 전에는 생물학자들 사이에서 전담 출판 전 논문 오픈 액세스 저장소를 확보하는 문제에 대한 의견이 엇갈렸다. 많은 생물학자들이 경쟁자에게 자신의 연구를 빼앗기고 발견에 대한 권리를 잃을까 봐 우려했다. 그러나 여러 유전학자들이 arXiv 저장소(2003년 출시)의 "정량 생물학" 섹션에 논문을 제출했고, 발견 주장을 뒷받침할 프리프린트 자료를 제시할 수 있게 되면서 더 이상 그러한 우려를 갖지 않게 되었다.

## 추가 문헌
- Jansen, Jaclyn (12 November 2013). “CSHL launches bioRxiv, a freely accessible, citable preprint server for biology”. Cold Spring Harbor Laboratory. 20 December 2016에 원본 문서에서 보존된 문서. 11 September 2016에 확인함.
- Kaiser, Jocelyn (2013년 11월 12일). “New Preprint Server Aims to Be Biologists' Answer to Physicists' arXiv”. 《Science》. 2016년 10월 30일에 확인함.
- “BioRxiv preprint server launched”. 《UC Berkeley Library News》. 2013년 11월 15일. 2016년 9월 11일에 확인함.[깨진 링크]
- Callaway, Ewen; Powell, Kendall (2016년 2월 16일). “Biologists urged to hug a preprint”. 《Nature》 530 (7590): 265. Bibcode:2016Natur.530..265C. doi:10.1038/530265a. PMID 26887471.
- Inglis, John (2016년 9월 22일). “The bioRxiv preprint service” (PDF). 《COASP 2016》. 2020년 1월 28일에 원본 문서 (PDF)에서 보존된 문서. 2025년 5월 9일에 확인함.